# Lijst van voetbalinterlands Estland - Georgië
Deze lijst van voetbalinterlands is een overzicht van alle officiële voetbalwedstrijden tussen de nationale teams van Estland en Georgië. De voormalige Sovjet-republieken speelden tot op heden acht keer tegen elkaar, te beginnen met een vriendschappelijke wedstrijd in Tbilisi op 18 november 1998. Het laatste duel, een groepswedstrijd tijdens de UEFA Nations League 2020/21, vond plaats op 18 november 2020 in de Georgische hoofdstad.

## Wedstrijden
| № | Plaats  | Datum            | Competitie                  | Wedstrijd         | Uitslag |
| - | ------- | ---------------- | --------------------------- | ----------------- | ------- |
| 1 | Tbilisi | 18 november 1998 | Vriendschappelijk           | Georgië – Estland | 3 – 1   |
| 2 | Tallinn | 11 juni 2000     | Vriendschappelijk           | Estland – Georgië | 1 – 0   |
| 3 | Tallinn | 27 mei 2008      | Vriendschappelijk           | Estland – Georgië | 1 – 1   |
| 4 | Tbilisi | 3 maart 2010     | Vriendschappelijk           | Georgië – Estland | 2 – 1   |
| 5 | Tallinn | 11 november 2015 | Vriendschappelijk           | Estland – Georgië | 3 – 0   |
| 6 | Tbilisi | 27 maart 2018    | Vriendschappelijk           | Georgië – Estland | 2 – 0   |
| 7 | Tallinn | 5 september 2020 | UEFA Nations League 2020/21 | Estland − Georgië | 0 − 1   |
| 8 | Tbilisi | 18 november 2020 | UEFA Nations League 2020/21 | Georgië − Estland | 0 − 0   |

## Samenvatting
| Competitie          | Totaal gespeeld | Winst Estland | Gelijk | Winst Georgië | Doelsaldo Estland – Georgië |
| ------------------- | --------------- | ------------- | ------ | ------------- | --------------------------- |
| UEFA Nations League | 2               | 0             | 1      | 1             | 0 − 1                       |
| Vriendschappelijk   | 6               | 2             | 1      | 3             | 7 − 8                       |
| Totaal              | 8               | 2             | 2      | 4             | 7 − 9                       |

Wedstrijden bepaald door strafschoppen worden, in lijn met de FIFA, als een gelijkspel gerekend.

## Details

### Eerste ontmoeting
| Vriendschappelijk (Tbilisi, Georgië, 18 november 1998):        |       |                   |
| Georgië                                                        | 3 – 1 | Estland           |
| Micheil Asjvetia 65' Davit Dzjanasjia 72' Micheil Asjvetia 85' | goals | 82' Argo Arbeiter |
| - Debuut van middenvelder Mark Švets voor Estland.             |       |                   |

### Tweede ontmoeting
| Vriendschappelijk (Tallinn, Estland, 11 juni 2000): |       |         |
| Estland                                             | 1 – 0 | Georgië |
| Raio Piiroja 17'                                    | goals |         |

### Derde ontmoeting
| Vriendschappelijk (Tallinn, Estland, 27 mei 2008): |              | |
| Estland | 1 – 0        | Georgië |
| Tarmo Kink 64' (pen.) | goals        | 83' Levan Kenia |
| Tarmo Rüütli | bondscoach   | Petar Segrt |
| Pavel Londak Tihhon Šišov Alo Bärengrub Raio Piiroja Ragnar Klavan Aivar Anniste 57' Aleksandr Dmitrijev Tarmo Kink Ats Purje 58' Kaimar Saag 46' Kristen Viikmäe 71'              | opstellingen | Giorgi Loria Oetsja Lobzjanidze Zoerab Chizanisjvili Malchaz Asatiani Giorgi Navalovski Levan Kobiasjvili 68' Davit Odikadze 76' Davit Kvirkvelia 90+2' Aleksander Iasjvili 61' Rati Aleksidze Levan Tskitisjvili |
| Vjatšeslav Zahovaiko 46' Martin Vunk 57' Joel Lindpere 58' Urmas Rooba 71' | wissels      | 61' Levan Kenia 68' Beka Gotsiridze 76' Irakli Klimiasjvili 90+2' Davit Mujiri |
| Tihhon Šišov 80' | gele kaarten | 63' Levan Kobiasjvili 83' Zoerab Chizanisjvili 90+4' Oetsja Lobzjanidze |
| - Eerste duel van Georgië onder leiding van interim-bondscoach Petar Segrt. - Debuut van Giorgi Loria, Giorgi Navalovski, Irakli Klimiasjvili en Oetsja Lobzjanidze voor Georgië . |              | |

### Vierde ontmoeting
| Vriendschappelijk (Tbilisi, Georgië, 3 maart 2010):                      |       |               |
| Georgië                                                                  | 2 – 1 | Estland       |
| Levan Kobiasjvili 45' (pen.) David Siradze 90'                           | goals | 83' Ats Purje |
| - Eerste duel van Georgië onder leiding van bondscoach Temoeri Ketsbaia. |       |               |

EJL · A-internationals · Bondscoaches · Statistieken · Estisch vrouwenelftal · Olympisch elftal · Estland U21 · Estland U20 · Estland U19 · Estland U18 · Estland U17 · Estland U16
1920 – 1929 ·
1930 – 1939 ·
1940 – 1949 ·
1950 – 1990 · 
1990 – 1999 ·
2000 – 2009 ·
2010 – 2019 ·
2020 − 2029
OS 1924
1920 ·
1921 ·
1922 ·
1923 ·
1924 ·
1925 ·
1926 ·
1927 ·
1928 ·
1929 · 
1930 · 
1931 · 
1932 · 
1933 · 
1934 · 
1935 · 
1936 · 
1937 · 
1938 · 
1939 · 
1940 · 
1941 · 
1942 · 
1943 · 1944 · 
1945 · 
1946 · 
1947 · 
1948 · 
1949 · 
1950 – 1990 · 
1991 · 
1992 · 
1993 · 
1994 · 
1995 · 
1996 · 
1997 · 
1998 · 
1999 · 
2000 · 
2001 · 
2002 · 
2003 · 
2004 · 
2005 · 
2006 · 
2007 · 
2008 · 
2009 · 
2010 · 
2011 · 
2012 · 
2013 · 
2014 · 
2015 · 
2016 ·
2017 ·
2018 ·
2019 ·
2020
Albanië ·
Andorra ·
Angola ·
Antigua en Barbuda ·
Argentinië ·
Armenië ·
Azerbeidzjan ·
België ·
Bosnië-Herzegovina ·
Brazilië ·
Bulgarije ·
Canada ·
Chili ·
China ·
Cyprus ·
Denemarken ·
Duitsland ·
Ecuador ·
Egypte ·
El Salvador ·
Engeland ·
Equatoriaal-Guinea ·
Faeröer ·
Fiji ·
Filipijnen ·
Finland ·
Frankrijk ·
Georgië · 
Gibraltar ·
Griekenland ·
Hongarije ·
Hongkong ·
Ierland ·
IJsland ·
Indonesië ·
Irak ·
Israël ·
Italië ·
Jordanië ·
Kazachstan ·
Kirgizië ·
Kroatië ·
Letland ·
Libanon ·
Liechtenstein ·
Litouwen ·
Luxemburg ·
Malta ·
Marokko ·
Mexico ·
Moldavië ·
Montenegro ·
Nederland ·
Nieuw-Caledonië ·
Nieuw-Zeeland ·
Noord-Ierland ·
Noord-Macedonië ·
Noorwegen ·
Oekraïne ·
Oezbekistan ·
Oman ·
Oostenrijk ·
Polen ·
Portugal ·
Qatar ·
Roemenië ·
Rusland ·
Saint Kitts en Nevis ·
San Marino ·
Saoedi-Arabië ·
Schotland ·
Servië ·
Slovenië ·
Slowakije · 
Spanje ·
Tadzjikistan ·
Thailand ·
Trinidad en Tobago ·
Tsjechië ·
Turkije ·
Turkmenistan ·
Uruguay ·
Vanuatu ·
Venezuela ·
Verenigde Arabische Emiraten ·
Verenigde Staten ·
Vietnam ·
Wales ·
Wit-Rusland ·
Zweden ·
Zwitserland
GFF · A-internationals · Bondscoaches · Statistieken · Georgisch vrouwenelftal · Georgië U21 · Georgië U20 · Georgië U19 · Georgië U18 · Georgië U17 · Georgië U16
1990 – 1999 ·
2000 – 2009 ·
2010 – 2019 ·
2020 − 2029
1990 · 
1991 · 
1992 · 
1993 · 
1994 · 
1995 · 
1996 · 
1997 · 
1998 · 
1999 · 
2000 · 
2001 · 
2002 · 
2003 · 
2004 · 
2005 · 
2006 · 
2007 · 
2008 · 
2009 · 
2010 · 
2011 · 
2012 · 
2013 · 
2014 · 
2015 ·
2016 ·
2017 ·
2018 ·
2019 ·
2020 ·
2021 ·
2022 ·
2023 ·
2024
Albanië ·
Andorra ·
Armenië ·
Azerbeidzjan ·
Bosnië en Herzegovina ·
Bulgarije ·
Cyprus ·
Denemarken ·
Duitsland ·
Egypte ·
Engeland ·
Estland ·
Faeröer ·
Finland ·
Frankrijk ·
Gibraltar ·
Griekenland ·
Hongarije ·
Ierland ·
IJsland ·
Iran ·
Israël ·
Italië ·
Jordanië ·
Kameroen ·
Kazachstan ·
Kosovo ·
Kroatië ·
Letland ·
Libanon ·
Liechtenstein ·
Litouwen ·
Luxemburg ·
Malta ·
Marokko ·
Moldavië ·
Mongolië ·
Montenegro · 
Nederland ·
Nieuw-Zeeland ·
Nigeria ·
Noord-Ierland ·
Noord-Macedonië ·
Noorwegen ·
Oekraïne ·
Oezbekistan ·
Oostenrijk ·
Paraguay ·
Polen ·
Portugal ·
Qatar ·
Roemenië ·
Rusland ·
Saint Kitts en Nevis ·
Saoedi-Arabië ·
Schotland ·
Servië ·
Slovenië ·
Slowakije ·
Spanje ·
Thailand ·
Tsjechië ·
Tunesië ·
Turkije ·
Uruguay ·
Verenigde Arabische Emiraten ·
Wales ·
Wit-Rusland ·
Zuid-Afrika ·
Zuid-Korea ·
Zweden ·
Zwitserland